# San Francisco de Ojuera
San Francisco de Ojuera es un municipio del departamento de Santa Bárbara en la República de Honduras.

## Límites
Su cabecera municipal lleva el mismo nombre. 
| Orientación | Límite                                         |
| ----------- | ---------------------------------------------- |
| Norte       | Municipio de Concepción del Sur, Santa Bárbara |
| Sur         | Departamento de Intibucá                       |
| Este        | Municipio de San Pedro Zacapa, Santa Bárbara   |
| Oeste       | Departamento de Lempira                        |
| Oeste       | Municipio de Ceguaca, Santa Bárbara            |
| Oeste       | Municipio de Santa Rita, Copán                 |

## Historia
En 1791, en el recuento de población de 1791 aparece como Pueblo de Ojuera formando parte del Curato de Tencoa.
En 1895, se cree que le dieron categoría de municipio, pues en la División Política Territorial de 1896 era un municipio del Distrito de Santa Bárbara.
|-
|-
|-

## Personas Destacadas
| Nombre                  | Mérito                                     |
| ----------------------- | ------------------------------------------ |
| Baldemar Portillo Mejía | Músico destacado y Maestro de generaciones |

## Economía
Las aldeas más conocidas son La Vega, La Palca  y Santa Fe, siendo estas aldeas principales fuentes de ingresos, ya que la mayor parte de la población se encuentra en ellas, estas dedican su principal actividad a los cultivos de café, maíz, fríjoles, hortalizas y cacao en pequeña escala entre otros.
|-
|-

## Turismo
| Lugar                                               | En            |
| --------------------------------------------------- | ------------- |
| Las Cuevas de Malera                                | La Vega       |
| Montaña Verde, área protegida                       | La Vega       |
| Aguas termales Gualcarque                           |               |
| Antiguas ruinas del pueblo, vestigios datan de 1650 |               |
| Primera casa del pueblo frente al parque central    | San Francisco |
| Iglesia católica que data del año 1748              | San Francisco |
| Puente de Molo que data del año 1800                |               |
| Puente del diablo                                   | El Pilón      |
| Los Lajones,                                        | La Vega       |
| Catarata de La Chorrera                             | La Chorrera   |
| Pequeña Catarata La Chorrerita                      | La Vega       |
| Río winse                                           |               |
| Río Gualcarque                                      |               |

## División Política
Aldeas: 13 (2013)
Caseríos: 65 (2013)
| Código | Aldea                   |
| ------ | ----------------------- |
| 161901 | San Francisco de Ojuera |
| 161902 | El Diviso               |
| 161903 | El Gavilán              |
| 161904 | El Pilón                |
| 161905 | La Chorrera             |
| 161906 | La Palca                |
| 161907 | La Vega                 |
| 161908 | Plan de Los Cedros      |
| 161909 | Pueblo Nuevo            |
| 161910 | San Isidro              |
| 161911 | San Ramón               |
| 161912 | Santa Ana               |
| 161913 | Santa Fe                |
|        | Bordo Villanueva        |
|        | La Leona                |
|        | San Rafael del Pito     |
|        | Piedra de Agua          |
|        | La Leonera              |
|        | Plan de Encima          |
|        | La Venada               |
|        | La Estancia             |
|        | San Antonio de Romero   |
|        | El Copinol              |
|        | El Aguacatal            |

## Problemas y necesidades del municipio
Actualmente (Año 2019[¿cuándo?] la mayoría de sus comunidades cuentan con energía eléctrica siendo este un punto de partida para su desarrollo. En la Palca hay un centro de salud desde hace 20 años. . Actualmemte (Año 2019)[¿cuándo?] funciona pero solo hay enfermera. Solo cuentan con el cultivo del café y los demás granos pero no cuentan con un central de recolección de los granos como decir las secadoras del mismo grano.
El 99% de las aldeas de San Francisco de Ojuera cuenta con energía eléctrica. Incluyendo las aldeas de La Palca que el Gobierno de la República de Japón colaboró para la ejecución de su proyecto. Las demás aldeas el gobierno de la República de Honduras.